# Comité olympique et sportif tchadien
Le Comité olympique et sportif tchadien (COST) est le comité national olympique du Tchad, fondé en 1963 à N'Djaména.

## Histoire
Le Comité olympique et sportif tchadien est reconnu par le Comité international olympique (CIO) depuis le 1er janvier 1964.

## Organisation

### Présidence
Depuis le 18 décembre 2021 le comité est présidé par Idriss Dokony Adiker, qui a succédé à Abakar Djarmah Aumi.